# 崔仑七
崔仑七（韓語：최윤칠，1928年7月19日—2020年10月8日），韩国前长跑运动员。他曾参加1948年夏季奥运会和1952年夏季奥运会，还曾获得1954年亚洲运动会男子1500米金牌以及男子5000米银牌。